# 天上院明日香
天上院 明日香（てんじょういん あすか）は、アニメ『遊☆戯☆王デュエルモンスターズGX』およびその派生作品である漫画『遊☆戯☆王GX』に登場するヒロイン。アニメ版の続編『遊☆戯☆王ARC-V』にも登場している。担当声優は小林沙苗。

## 人物・エピソード
天上院明日香は『遊☆戯☆王デュエルモンスターズGX』におけるヒロインで、デュエリスト養成学校「デュエルアカデミア」の生徒である。オベリスク・ブルー寮所属。「サイバー・ガール」および「サイバー・エンジェル」のデッキを使用している。学園でもトップクラスの実力と気高さから「オベリスク・ブルーの女王」の異名を持つ。
サバサバした強気な性格で、凛々しさと優しさを併せ持っている。お調子者の兄・吹雪にはいつも振り回され、呆れることも多いが、彼の実力は高く評価している。兄妹仲は良く、兄思いである。明日香と同じ寮のジュンコとももえからは「明日香さん」、「明日香様」と呼ばれ慕われており、明日香に片思いをしている万丈目準からは「天上院君」と呼ばれている。好物は甘い物。嫌いな物はらっきょう。
端整な顔立ちと抜群のスタイルで、男子からの人気は高くファンクラブも存在する（万丈目も所属している）。ベージュのロングヘアに胸が大きいのが特徴。制服のトップスはノースリーブの白で、極端に短い青のスカートを履いている（「光の結社」では白のスカート）。OPではお色気描写が強調されており、胸が本編以上に大きくスカートも股下が殆どない程短い。
1期目終盤で万丈目からデートを賭けたラブデュエルを挑まれるが、本人は「デュエルに恋している」と言って、あっさりとあしらっている。だが、オシリス・レッドに所属する遊城十代には当初から興味を示し、次第に異性として意識するようになる。しかし明日香は最後まで自分の想いを伝えることはなく、十代は前世で永遠の愛を誓い合ったユベルに全ての愛と魂を捧げているため、明日香の恋が成就することはなかった。
第4期でダークネスに連れ去られた後の世界ではデュエルアカデミアの教師になった自分が苦悩している姿が描かれているため、将来の夢はデュエルアカデミアの教師と思われる。
一人称は「私」。二人称は「あなた（同作ゲームの『タッグフォース』では「アナタ」）」。
周囲からの呼称集は「明日香（天上院吹雪・遊城十代・丸藤亮など）」、「明日香さん（丸藤翔・枕田ジュンコ・濱口ももえ」、「明日香様（枕田ジュンコ・濱口ももえ）」、「明日香先輩（ティラノ剣山・早乙女レイ）」、「天上院君（万丈目準・鮫島校長）」、「明日香君（三沢大地）」、「アスリン（天上院吹雪）」、「トゥモローガール（ジム・クロコダイル・クック）」、「シニョーラ明日香（クロノス・デ・メディチ）」、「天上院さん（鮎川恵美）」などと呼ばれており、「明日香ちゃん」とちゃん付けで呼ばれる主要人物は全くいない。

### 第1期目（1年生）〈セブンスターズ編〉
1年生入学試験で、遊城十代と実技の最高責任者クロノス教諭とのデュエルを見てクロノスに勝利した十代に興味を示す。万丈目と十代の最初の対戦を観戦して以降、クロノスの罠に掛かった翔を助けようとした十代とデュエルすることになったり（明日香が敗北）、タイタンに捕らえられて人質にされたりと、何かと関わることが多くなる。この頃はジュンコとももえと行動を共にしていることが多かった。
学園内で失踪した兄・吹雪の行方を探しており、兄の親友である亮と灯台で吹雪に関する情報の交換をしていた。十代がセブンスターズの1人であるダークネスを倒した後にその正体を明かした吹雪が戻ってきてからは、お調子者の兄を叱咤しながらも、本気で心配する姿が度々見られた。
セブンスターズの1人である因縁のタイタンとデュエルし、吹雪の応援の甲斐もあって勝利する。その後は、アムナエル（その正体は錬金術担当教諭の大徳寺）に敗北し、本の世界に幽閉されるが、アムナエルが十代に倒されたことで救出された。その後はアカデミアの海にて万丈目とデュエルをして勝利した。

### 第2期目（2年生）〈光の結社編〉
明日香は2年生へ進級した。クロノスや吹雪に「学園のアイドルになれ」と言われるが拒否してブルー寮（女子寮）を離れ、万丈目がレッド寮に作った特設寮に居座る（但し、ブルー寮の制服は変わらない）。しかし拒絶したはずのアイドル用の衣装を捨てることなく持ち歩いていたうえ、「拒否したのに何で捨てずに持っているんだ？」という指摘に対し、頬を赤らめて口ごもるなどアイドルに少しは興味があったようである。十代対エド・フェニックスの二戦目のデュエル後、兄の吹雪とデュエルで勝負し、吹雪に勝利した。
十代がアカデミアに帰ってきた後、光の結社に入った万丈目にデュエルを挑むも返り討ちにあい、逆に洗脳されて光の結社に取り込まれ、ホワイト寮（白に染められたブルー寮）に昇格させられる。以降は万丈目同様、十代に刺客を放つ等の行動を行っていた。万丈目や三沢以上の働きを見せていたシーンも見られる。
しかし、明日香は洗脳された後も完全に冷徹になりきれず「オベリスク・ブルー女子のプライドを守るため」と言い、追いこまれたジュンコとももえを助けたり、彼女達を光の結社への勧誘もしなかった。その後、斎王琢磨による強力な光の波動に取り込まれた状態で十代と対戦するが、本来の自分の心を取り戻して敗北し正気に戻った。

### 第3期目（3年生前半）〈異世界編〉
明日香は3年生へ進級し、他校のアカデミアチャンピオンであるジム・オブライエン・ヨハン・アモンの4人の留学生がアカデミアに編入した。ジムからは「トゥモローガール」と自身の英語の名前で親しく呼び慕われるようになった。
他校から招聘された講師のプロフェッサー・コブラがデスベルトという機器を生徒に装着させ、怪しい動きをしていたために十代・翔・ジム・ヨハン・剣山のメンバーでコブラの動向を探る事になった。コブラが潜むSAL研究施設にて、水中の罠で捕えられたが、ジムに救出される。十代対コブラとのデュエル対決中に蛇に襲われたが、十代がコブラに勝利したことで無事に助けられた。しかしデスベルトでデュエルをした影響によりアカデミアごと砂漠の異世界へ飛ばされてしまう。騒動の黒幕である精霊ユベルは内気な少年・加納マルタンに憑依し、生徒をデュエルゾンビに変容させ混乱に乗じて三幻魔のカードを手に入れていた。明日香は剣山やジムと共にゾンビ化した生徒と戦った。
ヨハンの犠牲により元の世界へ戻ることができたが、十代はヨハンを異世界に置き去りにしたことや騒動の黒幕がかつて自分が持っていたカードの精霊ユベルであることに激しいショックを受け、明日香の言葉にも反応を示さなくなってしまった。異世界との道が開ける可能性があることを聞き、明日香は仲間達と共に十代の元へ向かう。そしてヨハン救出のために他のアカデミアメンバーと復帰した兄・吹雪の制止を振り切って全員のエースカード（明日香は「サイバー・エンジェル」）で道を開け、再び別の異世界へと向かう。異世界に到着した後、十代はヨハンを助け皆の命を守る為に一人で突っ走るようになる。明日香は異世界トンネルの部屋にて十代に「異世界でそんな無茶なデュエルはしないで」と言ったが、十代からは「ああ、わかってるってば！」と言われ、十代に嫌がられるシーンが見られた。
十代が暗黒界の騎士ズールと対戦し、ズールが敗北した後に「悲」の珠が現れて明日香に取り付いたことにより悲しみの感情が増幅してしまう。その後、十代・ジム・オブライエンが音速ダックに乗って先に行ってしまい、取り残された明日香・吹雪・万丈目・剣山はゴルドとシルバに捕えられてしまった。そして捕らわれた4人は十代対暗黒界の狂王ブロンの決闘中に使用された「邪心経典」の生贄となり、明日香は十代に悲しみの言葉を残して消滅した。実は死亡したのではなく、万丈目達同様、別の次元に幽閉されており、十代がユベルと和解した後は元の現実世界のデュエル・アカデミアへ帰還した。また、三沢・アモン・亮以外他のメンバーも無事に復帰した。そして、オシリス・レッドの食堂にて十代が無事に帰ってくる事を願い、翔・万丈目・剣山・吹雪と共に十代とデュエルした事を振り返った。その後、十代は流れ星となって帰還した。

### 第4期目（3年生後半）〈ダークネス編〉
無事に3年生後半へ入り、他の仲間達と共にブルー寮へ移動した。兄・吹雪やエド・フェニックスと第3期で不在となったももえ・ジュンコがアカデミアに復帰し、新たに登場した生徒・藤原優介とクロノス教諭・鮎川恵美先生を含めて、オベリスク・ブルー所属主要人物の最多となった。
アカデミア内の保健室にて、気を失っている吹雪から強引に事情を聞こうとした十代をビンタして止める。異世界編を経て性格が変わってしまった十代に戸惑い、それまで以上に十代を意識している描写が垣間見られた。自分の進路について、アカデミアに残って研究生になるか海外留学するかで悩んでいたが、後輩たちが企画した十代とのペアデュエルを通して居心地の良い学園に留まらず、独立する決意を固めた。ペアデュエル後、十代に自分の想いを伝えようとするが、結局思いとどまって伝えることはなく、「良いライバルでいましょう」と言って握手して別れ、十代が去った後に涙を拭い、青春時代の淡い恋は終わりを告げた。
ダークネス侵攻の際、万丈目と吹雪の作戦で逃げようとするも、待ち構えていたミスターTによってジュンコやももえと共にダークネスの世界に連れ去られ、闇の中で教師となった自分が落ちこぼれ生徒達に対して上手く出来ないといったものを見せられていた。その後、十代の声を聞いたことで、現実世界への帰還を果たした。翔と万丈目と共に卒業デュエルでは最優秀の1人となった。また、卒業式後のパーティーでは兄・吹雪と共に制服ではなく豪華で赤いドレス姿で登場した。
なお、最終話では主人公・十代への寄せ書きに「またどこかで会おうね」と書いている。

## 使用カード

### サイバー・ガール
バレリーナやフィギュアスケートなどスポーツがモデルとなっているモンスターカード。

### サイバー・エンジェル
「機械天使の儀式」により儀式召喚されるモンスター群。召喚、特殊召喚時に「機械天使の儀式」をデッキからサーチする「サイバー・プチ・エンジェル」なるサポートカードも存在する。

### 白夜
光の結社に取り込まれた際、斎王から与えられたカード群。「青氷の白夜龍」を筆頭に氷をイメージに構成されている。漫画版の明日香はこれらのカードのように、氷をテーマとしたデッキを使用している。

## 漫画版における天上院明日香
5月5日生まれ。身長170cm、体重53kg。
オベリスク・ブルー所属の女子生徒。冷静沈着な性格をしている。ひょんなことからミス・デュエルアカデミア優勝者となる。アニメ版で使用された「白夜デッキ」と似たプリンセスや女王といった名称のついたモンスターがエースの氷デッキを使用する。デュエルに関する資料を豊富に持っており、よく十代たちに貸し出している。十代とは第6・7話で対戦。ジ・アースを倒すものの、フレイム・ブラストを召喚され敗れる。
その後、行なわれたデュエル大会ではプラネットシリーズ2体に負け越す。
第3章の交流タッグデュエルでは三沢とタッグを組み三沢が残した様々なカードを駆使してヨハン＆アモンコンビに勝利した。

## 遊☆戯☆王ARC-V
アニメのゲストキャラとして登場する。容姿は『遊☆戯☆王デュエル・モンスターズGX』とほとんど変わらないが、制服のデザイン（青ジャケットに黒の半袖、青のスカートもアレンジした）が異なるほか唇には赤いリップを塗っている。なお、『ARC-V』にGX時代の主人公・遊城十代はゲストとして登場していない。
使用デッキはGXと同じくサイバーガール及びサイバー・エンジェル。GX時代に比べ、より儀式召喚に特化した内容になっている。また、反アカデミアの設定上、融合に対するメタカードを複数枚使用している。
初登場は第103話。融合次元に飛ばされた柊 柚子の前に現れ、彼女をアカデミアへ連行しようとする補導員3人をバトルロイヤルデュエルで一掃し窮地を救った。その後柚子をアカデミア脱走者と勘違いし、融合次元の遊勝塾に案内し偶然ながら柚子と榊遊勝を引き合わせた。こののち遊勝塾はユーリやデニスの襲撃を受けるも、前者は現場に間に合わず、後者は足の悪い遊勝を支えるためか、デュエルは行わなかった。
デニスを退けた後、遊勝及び合流したユーゴ・カイトと共にアカデミアに向かう。アカデミア内部ではランサーズの赤馬零児や紫雲院素良らとの合流に成功するも、直後にユーリの襲撃を受けたため、遊勝をプロフェッサーの元へ向かわせるべく自身が囮となってユーリとデュエルを行う。
ユーリとのデュエルでは序盤から優等生用の特別デッキを使いこなすユーリの猛攻を受けるも、ユーリの切り札のコントロールを奪うことで優位に立つ。しかし本来の優等生デッキには無い「超融合」を発動され奥の手である「古代の機械究極巨人」の融合を許し、不気味なオーラを纏ったユーリに敗れカードにされた。
アカデミア在籍時は優等生であったとされ、優等生用の特別デッキを支給されるはずだったことや言い寄る男をデュエルで追い返していたことがユーリの口から語られている。また、在籍当時は思想もアカデミアに染まっており、敵のカード化をデュエリスト同士の戦いにおけるやむを得ない結果と考えていたが、実際に戦場に送られた友人が一般人をもカードにするよう命令を受けたことを聞き動揺、さらにその友人がカードにされる姿を目の当たりにしたことでアカデミアとの決別を決意したことが語られている。
デュエリストとしての高いプライドや仲間を想う優しさはGXと同様で、危険を顧みずアカデミアから狙われる者を助け、ユーリがあえて使い慣れないデッキで挑んできた時や初使用を装い自分を騙していたことが発覚した際には怒りを露わにしていた。また、仲間の仇であるユーリに対しても彼を思い改心するよう諭していたが、狂気的な野望を抱いていたユーリにその言葉は届かなかった。